# Tegostoma aequifascialis
Tegostoma aequifascialis là một loài bướm đêm trong họ Crambidae.